# بوبي ماكغينيس
بوبي ماكغينيس (بالإنجليزية: Bobby McGuinness)‏ هو لاعب كرة قدم بريطاني في مركز الهجوم، ولد في 29 يناير 1954 في ماذرويل ‏ في المملكة المتحدة. لعب مع سانت جونستون ونادي بورتسموث ونادي ماذرويل.